# Joachim Camerarius mladší
Joachim Camerarius (latinsky Ioachimus Camerarius , česky Jáchym Komorník mladší) (6. listopadu 1534 Norimberk – 11. října 1598 Norimberk) byl německý lékař, botanik, zoolog, latinský humanista a pedagog, který se proslavil emblematikou.

## Život
Narodil se jako první syn bavorského humanisty z Bamberku Joachima Cameraria staršího (1500–1574) a Anny, dcery norimberských patricijů Truchsassů z Grünbergu.. Otec patřil k předním německým intelektuálům šestnáctého století a stýkal se mnoha osobnostmi německé reformace, například s Filipem Melanchtonem nebo lékařem Johannem Krafftem z Krafftheimu.
Po studiích filozofie a přírodních věd na univerzitách ve Wittenbergu a v Lipsku se Camerarius pod Krafftovým vlivem vydal studovat lékařství na univerzitě v Padově a v roce 1562 získal doktorát medicíny na univerzitě v Bologni. Vrátil se do Norimberka a zahájil lékařskou praxi. V roce 1592 norimberská městská rada zřídila lékařské Collegium Medicum. Camerarius tam vyučoval a byl děkanem této lékařské fakulty až do své smrti. Věnoval se také botanice, chemii a farmacii, vydal svůj herbář a v době morové epidemie sestavil vlastní lék.
Jako vědecké téma po celý život zkoumal emblematiku, sbíral a pro zájemce vytvářel nové osobní emblémy, v nichž kombinoval svou zálibu v botanice, zoologii a filozofii. Symboly čerpal z antické literatury, zejména z Plinia, z bible, Ezopových bajek a starší emblematické literatury.
Stýkal se osobně nebo vedl korespondenci s takovými osobnostmi, jako byl švýcarský literát Gaspard Bauhin, vlámský botanik Carolus Clusius, benátský lékař a botanik Prosper Alpinus, teolog Thomas Erastus, mohučský arcibiskup Daniel Brendel z Homburgu nebo švýcarský lékař a přírodovědec Konrad Gessner.

### Rodina
Joachim byl třikrát ženat, s první manželkou Justinou Bernbeckovou měl syna Joachima, pozdějšího norimberského lékaře. S Marií Rummelovou z Lonerfeldu měl syna Filipa a dceru, kteří zemřeli a syny Ludvíka a Kryštofa. Potřetí se oženil s vdovou Uršulou Tiliovou. Zemřel v Norimberku, pro náhrobek si sestavil vlastní epitaf.

## Dílo

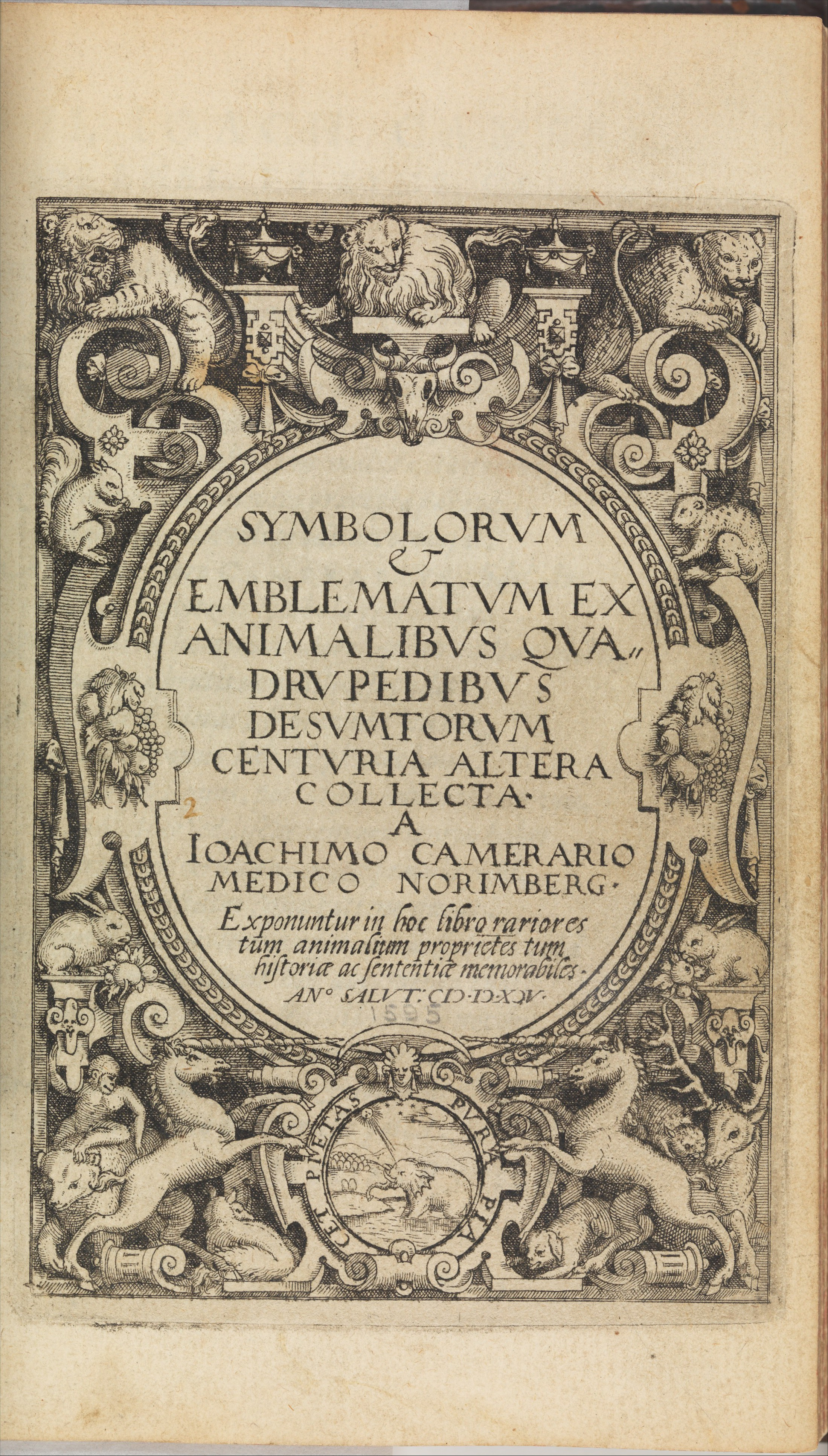
Titulní list emblematiky, vydání z roku 1604

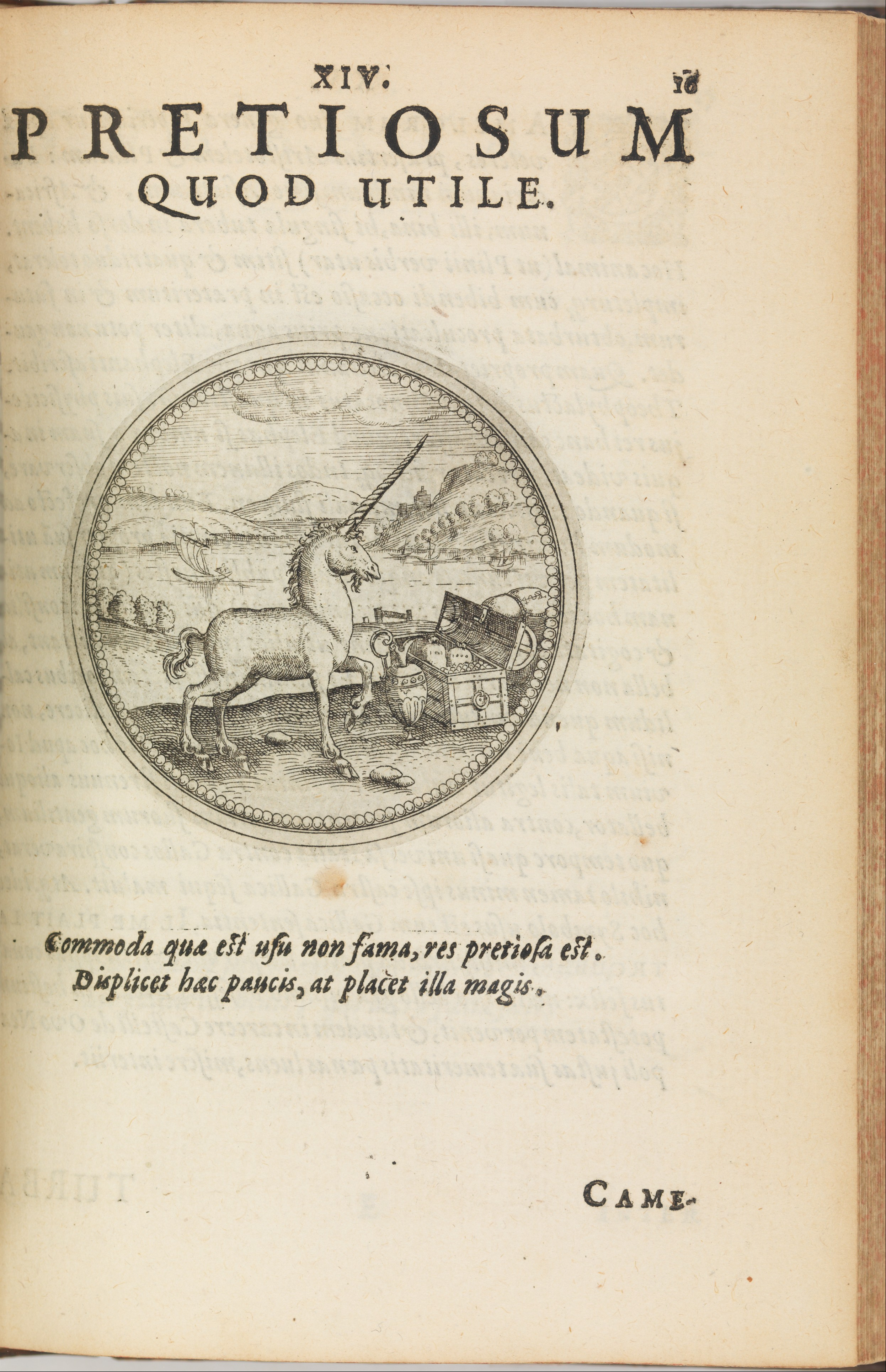
Emblém XIV.Krásné je to, co je užitečné (truhla, ne jednorožec). Vydání z roku 1604

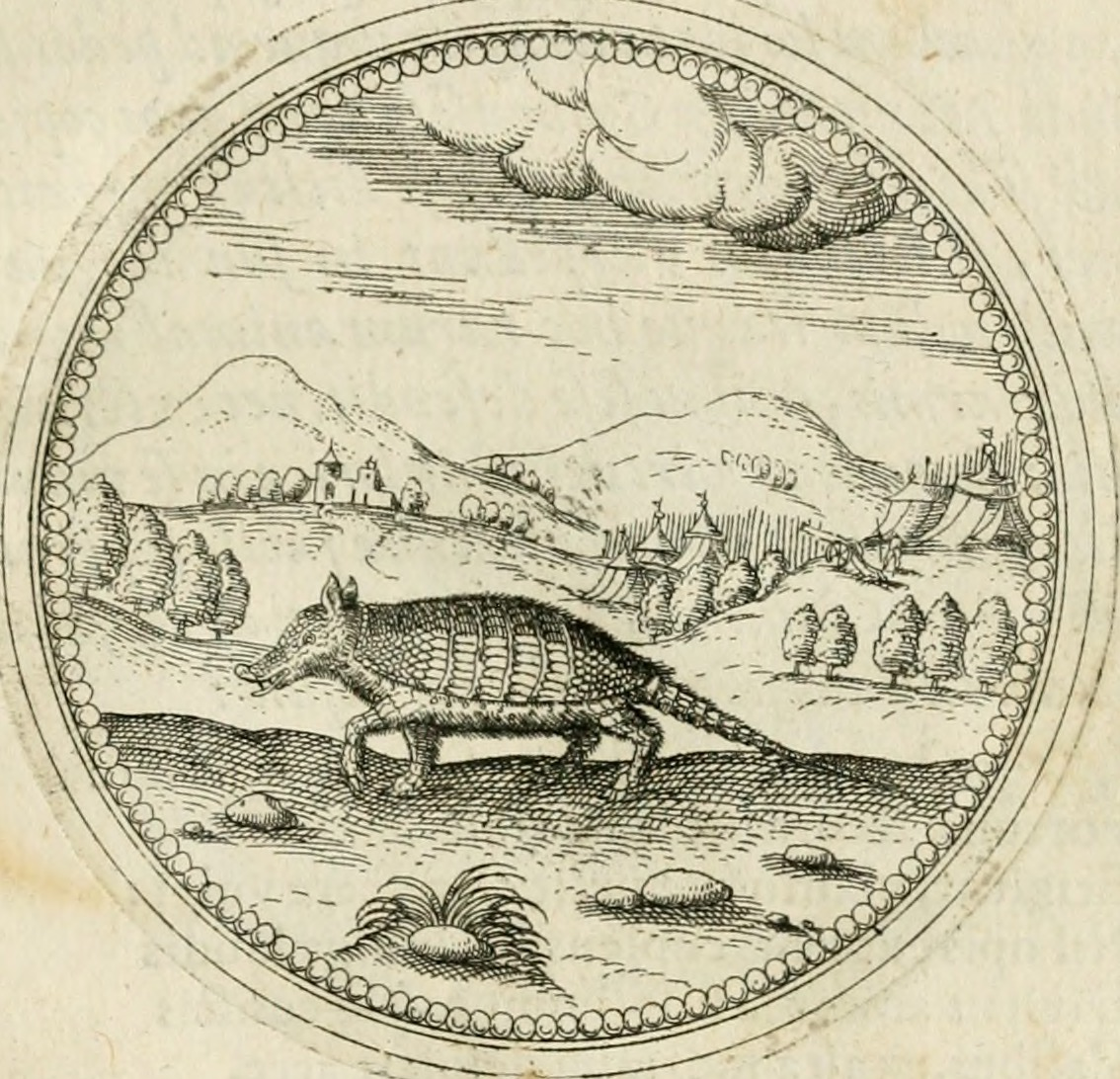
Pásovec v emblémech čtvernožců, vydání z roku 1595)

Herbáře vydal dva, v prvním popsal význam rostlin v medicíně, v druhém jen doplnil svůj komentář k Herbáři Petra Matthioliho.
- Hortus medicus et philosophicus. Frankfurt am Main 1588.[2]
- Kreutterbuch deß hochgelehrten unnd weitberühmten Herrn D. Petri Andreae Matthioli : jetzt widerumb mit viel schönen neuwen Figuren, auch nützlichen Artzeneyen, und andern guten Stücken, zum andern mal auß sonderm Fleiß gemehret und verfertigt. Franckfort am Mayn: [Johann Feyerabend für Peter Fischer & Heinrich Tack], 1590[3]

Tři knihy emblémů jsou stěžejním Camerariovým dílem. V první emblematicko-zoologické příručce se zabýval významem čtvernohých zvířat, s důrazem na exotické druhy, které do emblematiky uvedl jako první (například pásovce, dikobraza nebo krokodýla). Dále se věnoval emblematickému významu ptáků a hmyzu. Další souborná a doplněná vydání s novými ilustracemi připravil Joachimův syn Ludwig a opakovaně tato díla s různými ilustracemi a v různých výborech vycházejí až do současnosti.
- Symbolorum et emblematum ex re herbaria desumtorum centuria una collecta a Joachimo Camerario. Symbolorum et emblematum ex animalibus quadrupedibus desumtorum centuria altera collecta a Joachimo Camerario. Nürnberg 1595.
- Symbolorum et emblematum ex volatilibus et insectis desumtorum centuria tertia collecta a Joachimo Camerario. Nürnberg 1590-1596.
- Souborné vydání z roku 1604[4]